# Chronologie du Moyen Âge
Le Moyen Âge occidental est l'époque de l'histoire située entre l'Antiquité et l'Époque moderne, soit entre 476 (fin de l'Empire romain d'Occident) et 1492 apr. J.-C. (« re-découverte » des Amériques par Christophe Colomb et Amerigo Vespucci).
Pour certains historiens, elle se termine en 1453 à la chute de Constantinople prise par l'Empire ottoman et la chute de l'Empire romain d'Orient). Elle s'étend sur une période d'environ mille ans. La Renaissance française (≈1450-1600) est une époque de transition entre le Moyen Âge (≈476-1492) et les temps modernes (≈1492-1789).

## Début du Moyen Âge
- Traditionnellement, on fait débuter le Moyen Âge à la déposition du dernier empereur romain d'Occident : Romulus Augustule est déposé par Odoacre en 476. Cependant, beaucoup d'historiens contemporains font perdurer l'Antiquité au-delà de cette date traditionnelle[1]. Tout événement unique ne peut jouer qu'un rôle symbolique dans un changement d'époque, qui est en fait un long processus.
- En France, il est d'usage d'utiliser la date du baptême de Clovis, le premier roi des Francs et régnant sur une grande partie de la Gaule : entre 496 et 504.

## Fin du Moyen Âge
La fin du Moyen Âge est fixée par les historiens entre la deuxième moitié du XVe siècle et le début du XVIe siècle. Plusieurs dates symboliques ont été proposées :
- 1453, année au cours de laquelle Constantinople, l'ancienne Byzance, capitale de l'Empire romain d'Orient, tombe aux mains des Ottomans, et qui voit la fin de la guerre de Cent Ans, avec la victoire française sur l'Angleterre (bataille de Castillon).
- Gutenberg met également au point la presse à vis vers 1450 et imprime la bible à quarante-deux lignes, qui est le premier livre imprimé d'Europe, entre 1452 et 1454. Novateur dans l'usage des caractères métalliques mobiles, Gutenberg est considéré comme l'inventeur de l'imprimerie typographique en Europe, Bi Sheng ayant inventé les caractères mobiles en argile bien plus tôt (entre 1041 et 1048) en Chine.
- 1492, année qui marque la fin de la Reconquista espagnole, avec le 2 janvier la reprise de Grenade. Cette même année voit aussi Christophe Colomb débarquer en Amérique le 12 octobre, et la France et l'Angleterre signer le traité d'Étaples – qui prépara les guerres d'Italie menées par la France – le 3 novembre.
- Dans l'histoire de France, on utilise souvent 1483, date de la mort de Louis XI. Cependant, le dernier roi direct de la dynastie des Valois est un de ses fils, Charles VIII, qui, lui, meurt en 1498.
- En 1517 a lieu le début de la réforme du protestantisme conduite par l'Allemand Martin Luther (elle sera reprise plus tard par le Français Jean Calvin).

Plus généralement, les grandes découvertes marquent le début de ce qu'on peut déjà appeler la mondialisation (accroissement des échanges entre différents pays distants, permis par de nouvelles inventions et découvertes…). Les limites exactes du Moyen Âge font encore l'objet de débats entre historiens.
Le terme de « Moyen Âge » fut inventé à la Renaissance par Flavio Biondo de Forlì. En français, l'adjectif correspondant à « Moyen Âge » est « médiéval». « Moyenâgeux », quant à lui, est péjoratif, ou du moins vieilli (« une ambiance médiévale », « une ambiance moyenâgeuse »). L'histoire du Moyen Âge, en tant que discipline, se nomme aussi « Histoire médiévale ». Un historien qui étudie le Moyen Âge est appelé « médiéviste ».
Cependant, l'expression « Moyen Âge » ne veut rien dire en tant que telle. Elle vient de l'expression latine medium aevum qui signifie « âge intermédiaire » ou « âge moyen » d'un homme. Ainsi, « Moyen Âge » représente un âge intermédiaire entre différentes époques, différents courants artistiques. Keller, philologue allemand du XVIIe siècle mieux connu sous le nom latinisé de Cellarius, a repris l'expression de « Moyen Âge » pour sa chronologie de l'histoire afin de marquer l'époque s'écoulant du IVe au XVe siècle.
Le Moyen Âge a longtemps été défini par opposition à l'époque suivante, la Renaissance. L'historiographie contemporaine a plutôt tendance à considérer la Renaissance comme une période de transition entre époque médiévale et époque moderne, aux limites chronologiques assez floues (grosso modo de 1420 à 1630). On peut donc parler à bon droit d'une période médiévale de la Renaissance.

## Limites extrêmes

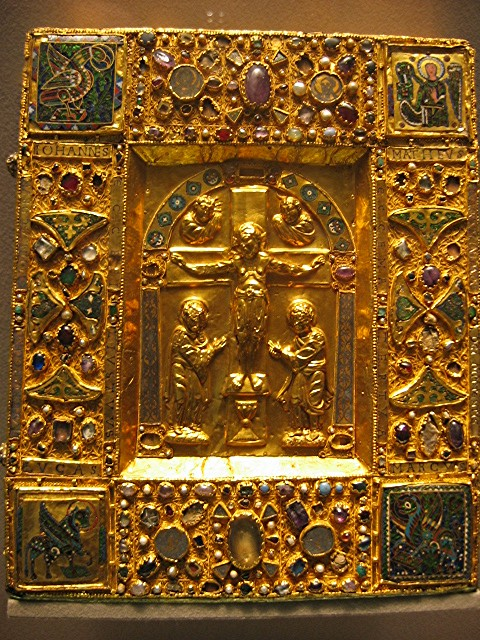
Art médiéval

Afin de découper l'histoire en périodes cohérentes, les historiens ont tenté de s'appuyer sur des événements majeurs illustrant ou provoquant une modification profonde de la politique et de la société. Mais il est rare qu'il y ait un consensus sur telle ou telle date pour définir une limite de période.
C'est le cas en ce qui concerne les limites du Moyen Âge, particulièrement son commencement. Les plus communément admises vont de la chute de l'Empire romain d'Occident en 476, jusqu'à 1492, date de l'arrivée en Amérique de Christophe Colomb et de la chute de Grenade (fin de la Reconquista).
Mais d'autres dates repères sont possibles, pour le début du Moyen Âge :
- le déménagement de la capitale de l'Empire romain de Rome à Constantinople (330) marque le début de sa division ;
- la conversion de l'empereur Constantin Ier au christianisme — survenue à sa mort, en 337 — annonce le triomphe de cette religion aux dépens du paganisme antique ;
- la bataille d'Andrinople (378) sanctionne l'avènement de la cavalerie lourde et le déclin des troupes d'infanterie, marquant ainsi le commencement d'un millénaire de supériorité de la cavalerie sur l'infanterie ;
- la reconnaissance par Théodose du christianisme comme religion d'État (391), qui correspond également à la date de la séparation entre l'Empire romain d'Occident et l'Empire romain d'Orient qui survit au Moyen Âge
- le sac de Rome par les Wisigoths d'Alaric Ier (410) marque la supériorité des envahisseurs barbares.
- la Règle de saint Benoît en 529.

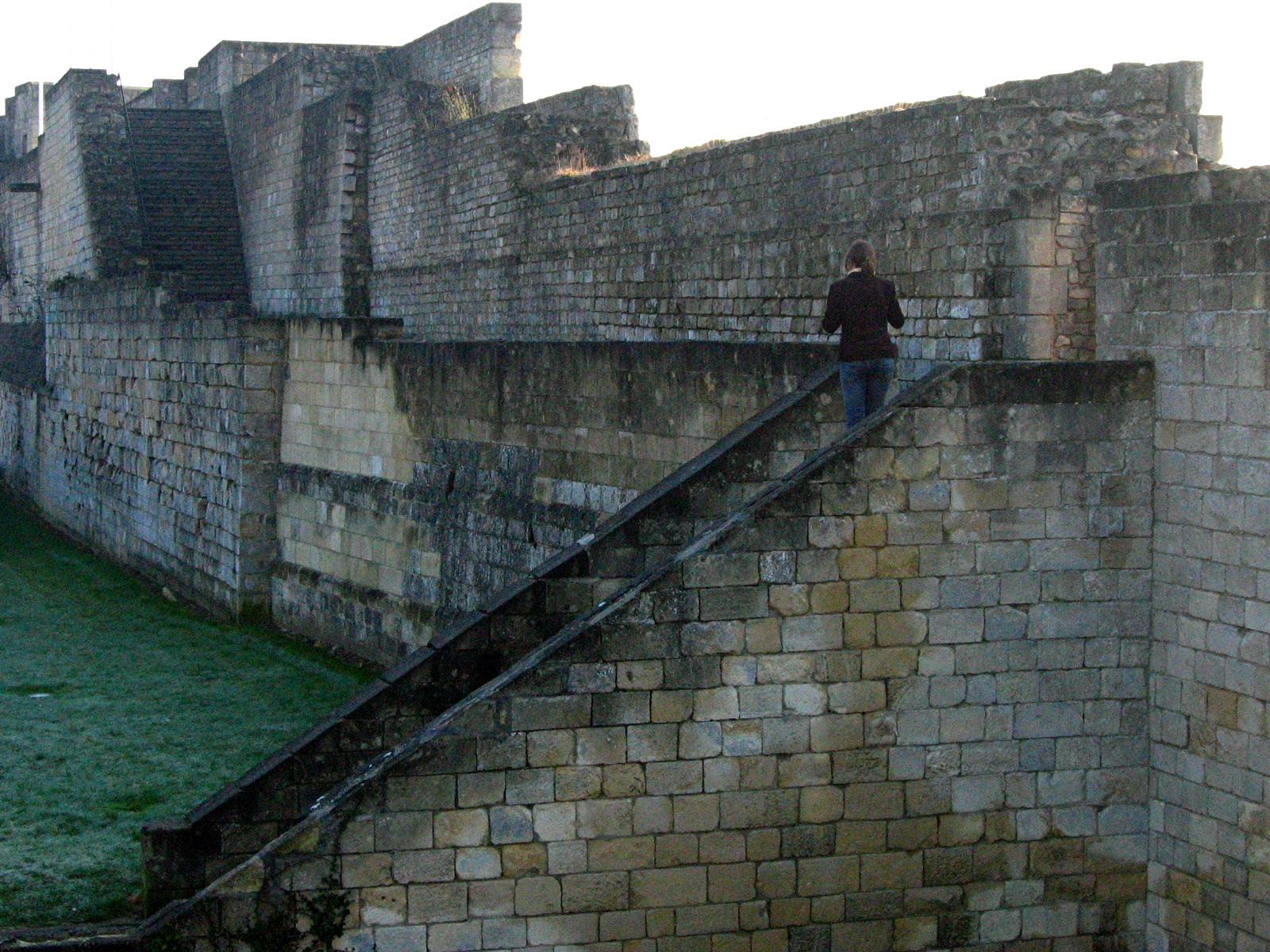
Chemin de ronde du château de Caen

Ces différentes options indiquent combien une césure événementielle claire est difficile à trouver pour marquer le début du Moyen Âge : par certains traits, l'Empire romain avait déjà fortement changé avant la fin de l'Antiquité. Par exemple, les empereurs du IIIe siècle abandonnent la toge et les tuniques classiques, adoptant les braies des légionnaires, majoritairement d'origine celte ou germanique. C'est également au IIIe siècle que l'amphore est abandonnée pour le tonneau, bien plus économique. Enfin, c'est à cette époque que nombre de peuples barbares deviennent fédérés, établissant des relations durables avec le monde romain. L'Empire romain avait donc déjà perdu certains caractères antiques.
L'unité politique, monétaire, linguistique et culturelle du monde romain sur le grand territoire autour de la Méditerranée a subi trois dislocations :
1. sur l'axe Est-Ouest, puisque la division d'abord uniquement administrative de l'Orient et de l'Occident est devenue très politique ;
2. sur l'axe Nord-Sud, puisque les Vandales, puis les Arabes conquièrent l'Afrique du Nord ;
3. interne, puisque l'Europe se scinde en plusieurs entités nationales.

Aussi, certains historiens – en premier lieu l'historien allemand Aloïs Riegl au début du XXe siècle – ont repoussé la limite d'une période dénommée « Antiquité tardive » (Spätantike), en mettant justement l'accent sur la permanence de traits caractéristiques de la fin de l'Antiquité jusqu'au règne de Charlemagne. Une telle conception s'est d'abord imposée chez les historiens des « franges » du monde romain, où sa pertinence était plus évidente. À l'inverse, en France, il fallut attendre 1977 avec Henri-Irénée Marrou (dans Décadence romaine ou Antiquité tardive ?) pour qu'on s'interroge sur l'utilité d'une telle période, notamment pour mettre fin à l'appellation péjorative de « Bas Empire ». Et aujourd'hui encore, histoire ancienne et médiévale se partagent la connaissance des temps qui vont du IIIe au VIIIe siècle.
Pour la fin du Moyen Âge, d'autres dates que 1492 ont été proposées, mais fondamentalement elles ne remettent pas en cause la limite supérieure de la période :
- la chute de Constantinople (1453), qui est la fin de l'Empire byzantin et l'entrée de l'empire ottoman (turc) sur l'échiquier européen (utilisée en histoire de l'art surtout). La chute de Constantinople provoque en outre l'afflux vers l'Italie de moines apportant avec eux des manuscrits qu'ils conservaient depuis l'Antiquité. La redécouverte de ces manuscrits marque le début de la Renaissance ;
- l'invention de l'imprimerie à caractères métalliques mobiles par Gutenberg (1453), dont aurait découlé une révolution culturelle selon Marshall McLuhan dans La Galaxie de Gutenberg (privilégiée par l'historiographie allemande)
- la promulgation par Martin Luther de ses 95 thèses (1517), qui marque les débuts de la Réforme qui fera voler en éclats la relative unité religieuse de l'Occident médiéval.

La fin du Moyen Âge est également marquée par l'instauration d'États centralisés gouvernés par les grandes monarchies : la France des Valois, l'Espagne unifiée terminant la Reconquista, l'Angleterre sortie de la guerre des Deux-Roses et l'Empire ottoman. Cette période voit aussi le début du rassemblement des terres russes.

## Découpage interne
Pour les historiens français, le Moyen Âge est traditionnellement subdivisé entre haut Moyen Âge et bas Moyen Âge, le bas Moyen Âge succédant au haut Moyen Âge (ce qui est parfois à l'origine de confusions).
L’archéologie, elle, met en évidence deux grandes périodes :
- le premier Moyen Âge (Ve – XIe siècle), appelé aussi haut Moyen Âge. Cette période débute par un très haut Moyen Âge (Ve-début VIIIe siècle)
- le second Moyen Âge (XIIe – XVIe siècle), ou bas Moyen Âge[3].

Les historiens allemands et anglais subdivisent le Moyen Âge traditionnellement en trois parties. Ils placent entre un « Moyen Âge précoce » (en allemand : Frühmittelalter, et en anglais : Early Middle Ages) et un « Moyen Âge tardif » (en allemand : Spätmittelalter, et en anglais : Late Middle Ages), un « Moyen Âge classique » qu’ils appellent le « haut Moyen Âge » (en allemand : Hochmittelalter, et en anglais : High Middle Ages). Dans la conception des historiens allemands et anglo-saxons, il n'existe donc pas de « bas Moyen Âge ».
Voici un tableau suivant à la fois le découpage européen et les dynasties majeures en Europe :

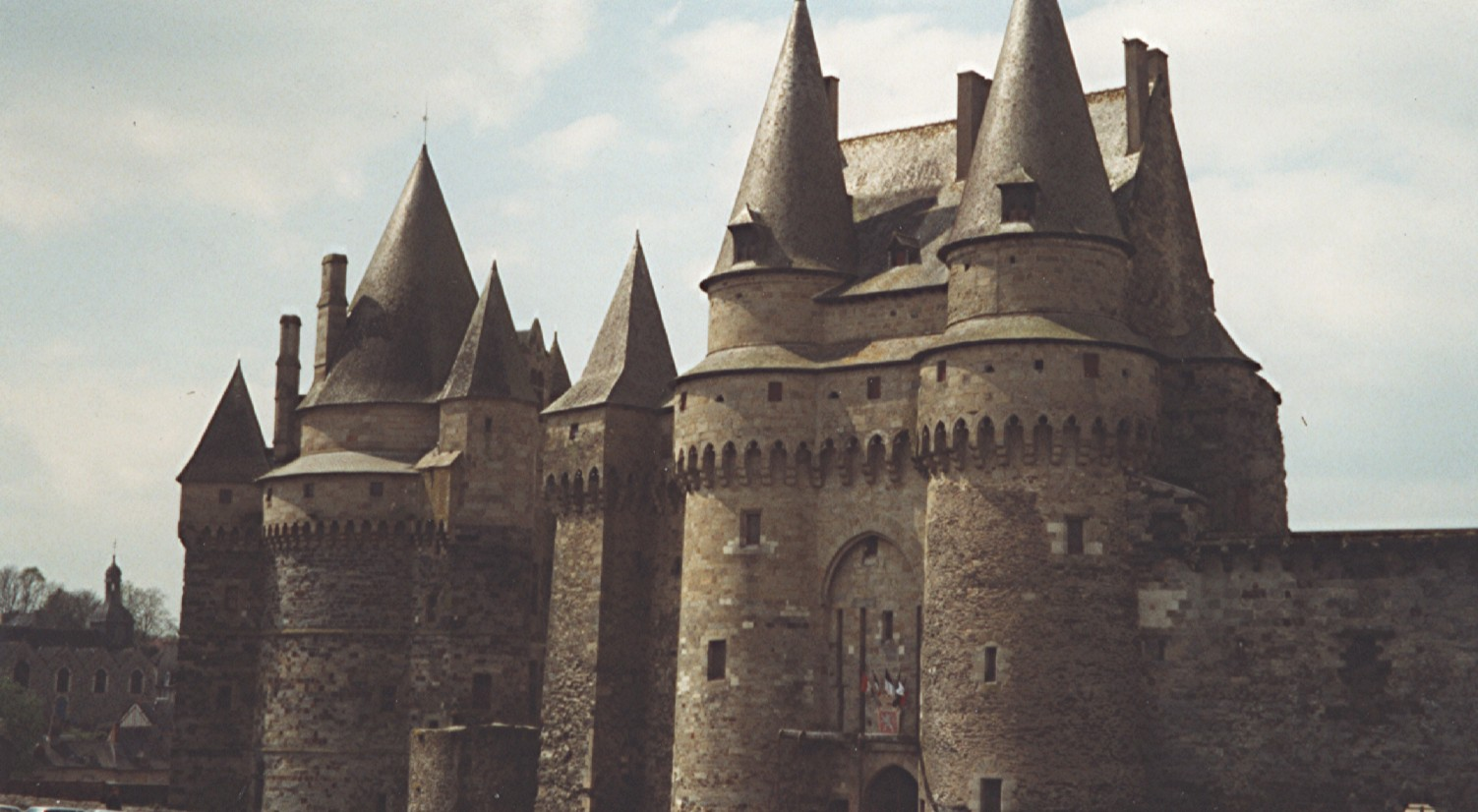
Château de Vitré

Dans les listes des monarques et régents figurent en italique les rois mérovingiens qui ont été rois des Francs et les régents des Capétiens, Valois et Bourbons.
Clovis n'est pas le premier roi reconnu : il n'est que le 4e. Précèdent respectivement Clodion le Chevelu, Mérovée et Childéric Ier.
À partir du règne de Hugues Capet et jusqu'à Louis le Hutin, la couronne de France ne revient qu'au fils aîné.
C'est à partir du règne de Philippe Auguste que les monarques de France portent le nom de rois de France au lieu de celui de rois des Francs. Cependant, lors de la Révolution, le titre de Louis XVI, surnommé Louis le Dernier ou Louis Capet, changea en roi des Français. Mais ce nouveau titre fut vite bafoué, et sur les trois derniers rois, seul le dernier, Louis-Philippe, porta le titre roi des Français. Les deux empereurs étaient empereur des Français.